# Cantone di Sagro di Santa Giulia
Il Cantone di Sagro di Santa Giulia era una divisione amministrativa dell'arrondissement di Bastia.
A seguito della riforma approvata con decreto del 26 febbraio 2014, che ha avuto attuazione dopo le elezioni dipartimentali del 2015, è stato soppresso.
Gli 8 comuni facenti parte prima della riforma del 2014 erano:
- Brando
- Canari
- Nonza
- Ogliastro
- Olcani
- Olmeta di Capocorso
- Pietracorbara
- Sisco